# Локалита Кјанело (Витербо)
Локалита Кјанело је насеље у Италији у округу Витербо, региону Лацио.
Према процени из 2011. у насељу је живело 33 становника. Насеље се налази на надморској висини од 457 м.